# Langnau bei Reiden

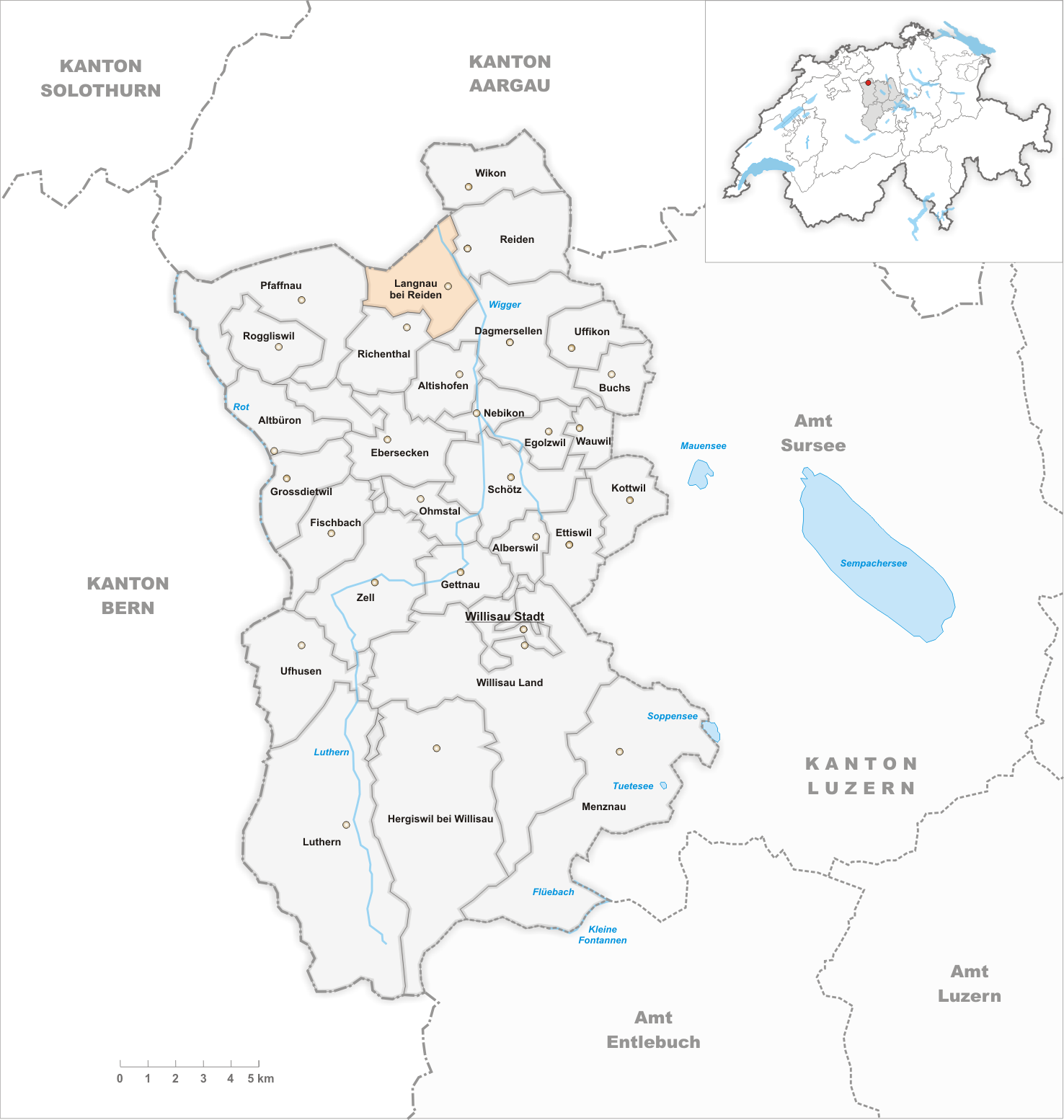
Gemeindestand vor der Fusion am 1. Januar 2006

Langnau bei Reiden ist ein Dorf in der Gemeinde Reiden im Wahlkreis Willisau des Kantons Luzern in der Schweiz.
Bis zum 31. Dezember 2005 war Langnau bei Reiden eine eigenständige politische Gemeinde. Am 1. Januar 2006 schloss sich Langnau bei Reiden mit Reiden und Richenthal zur neuen Gemeinde «Reiden» zusammen.

## Geographie
Das Dorf liegt am Richenthalerbach oder Huebbach westlich der Wigger. Gleich westlich des Dorfs steigt der teilweise bewaldete Buechberg bis auf eine Höhe von 571 m ü. M. auf. Zur ehemaligen Gemeinde Langnau bei Reiden gehörten verschiedene Weiler: Lupfen (1,1 km südwestlich; 491 m ü. M.) liegt am Südfuss des Buechbergs, Gishalden westlich des Dorfs, Altental 1,5 km westlich, Am Berg 1,1 km nordwestlich am Fuss des stark bewaldeten Brättschällebergs (636 m ü. M.).
Als einziger früherer Gemeindeteil liegt «An der Wigeren» auf dem rechten Ufer der Wigger (700 m östlich des Dorfs). Zu beiden Seiten des Flusses liegt der weitest entfernte und nach dem Dorf grösste Ortsteil «Mehlsecken» (1,7 km nordwestlich vom Dorf, nur 1 km von Reiden weg). Fast die Hälfte des früheren Gemeindegebiets (47,6 %) wird landwirtschaftlich genutzt. Ein mit 41,4 % ungewöhnlich hoher Anteil des Ortsareals ist von Wald und Gehölz bedeckt. Fast der gesamte Westen des ehemaligen Gemeindegebiets gehört zum Langnauerwald. Der Rest von 10,1 % ist Siedlungsfläche.
Langnau bei Reiden grenzte an Dagmersellen, Pfaffnau, Reiden, Richenthal und Wikon im Kanton Luzern sowie an Brittnau im Kanton Aargau.

## Bevölkerung

### Bevölkerungsentwicklung
Einwohnerzahlen: Volkszählungsdaten  Zahl für 1837 lt. Akten im Staatsarchiv des Kantons Luzern
Die Einwohnerzahl nahm zwischen 1798 und 1850 deutlich zu. Bis zum Jahr 1900 folgte dann eine gewaltige Abwanderungsbewegung Richtung Industriezentren. Diese Verluste konnte der Bevölkerungszuwachs bis 1930 beinahe wieder wettmachen (1900–1930: +33,8 %). Danach blieb die Zahl der Bewohner bis 1960 stabil, ehe bis 1980 eine zweite Abwanderungsphase folgte (1960–1980: −11,0 %). Bis zur Jahrtausendwende kam es zu einem bedeutenden Wachstum (1980–2000: +21,1 %). Seither stagniert die Einwohnerzahl.

### Sprachen
Die Bevölkerung benutzt als Alltagssprache eine hochalemannische Mundart. Bei der letzten Volkszählung im Jahr 2000 gaben 93,62 % Deutsch, 2,57 % Albanisch und 0,83 % Mazedonisch als Hauptsprache an.

### Religionen – Konfessionen
Bis gegen die Mitte des 19. Jahrhunderts war die gesamte Einwohnerschaft katholisch. Durch Kirchenaustritte und Zuwanderung aus anderen Regionen der Schweiz und dem Ausland, v. a. Ex-Jugoslawien hat sich dies geändert. Im Jahr 2000 präsentierte sich die religiöse Situation wie folgt: Es gab 69,90 % römisch-katholische, 18,08 % evangelisch-reformierte und 0,66 % orthodoxe Christen. Daneben gab es 4,64 % Konfessionslose und 3,90 % Muslime.

### Herkunft – Nationalität
Von den 1199 Einwohnern Ende 2004 waren 1103 Schweizer und 96 (= 8,0 %) Ausländer. Bei der letzten Volkszählung (2000) waren 88,31 % (einschliesslich Doppelbürger 90,38 %) Schweizer Staatsangehörige. Die grössten Einwanderergruppen kommen aus Serbien-Montenegro (meist Albaner), Mazedonien (Albaner und Mazedonen), Italien, Portugal und Österreich.

## Verkehr
Das Dorf Langnau bei Reiden liegt westlich der Bahnlinie Zofingen-Luzern. Den Anschluss ans Netz des öffentlichen Verkehrs ermöglicht die Buslinie Zofingen–Reiden–Richenthal der Gesellschaft Limmat Bus. Die Ortschaft liegt an den Strassen Reiden-Ebersecken und Dagmersellen-Brittnau. Die nächsten Autobahnanschlüsse an die A2 sind je drei Kilometer entfernt, in Richtung Norden bei Mehlsecken auf dem Gemeindegebiet von Reiden und in Richtung Süden bei Dagmersellen.

## Geschichte
Die erste Erwähnung findet der Ort «Langunouva» in einer um das Jahr 900 erstellten, undatierten Urkunde der Fraumünsterabtei Zürich, deren Besitzrechte darin bestätigt wurden. Langnau bildete seit dem 18. Jahrhundert einen sogenannten Steuerbrief zur Besorgung des Armenwesens, der auch Richenthal (bis 1844) und Mehlsecken umfasste. 1844 trennte sich Richenthal vom Steuerbrief Langnau ab und wurde eine eigenständige Gemeinde. Am 1. Januar 2006 ging die Gemeinde Langnau mit der Fusion mit Reiden und Richenthal in der neuen Gemeinde Reiden auf.

## Sehenswürdigkeiten

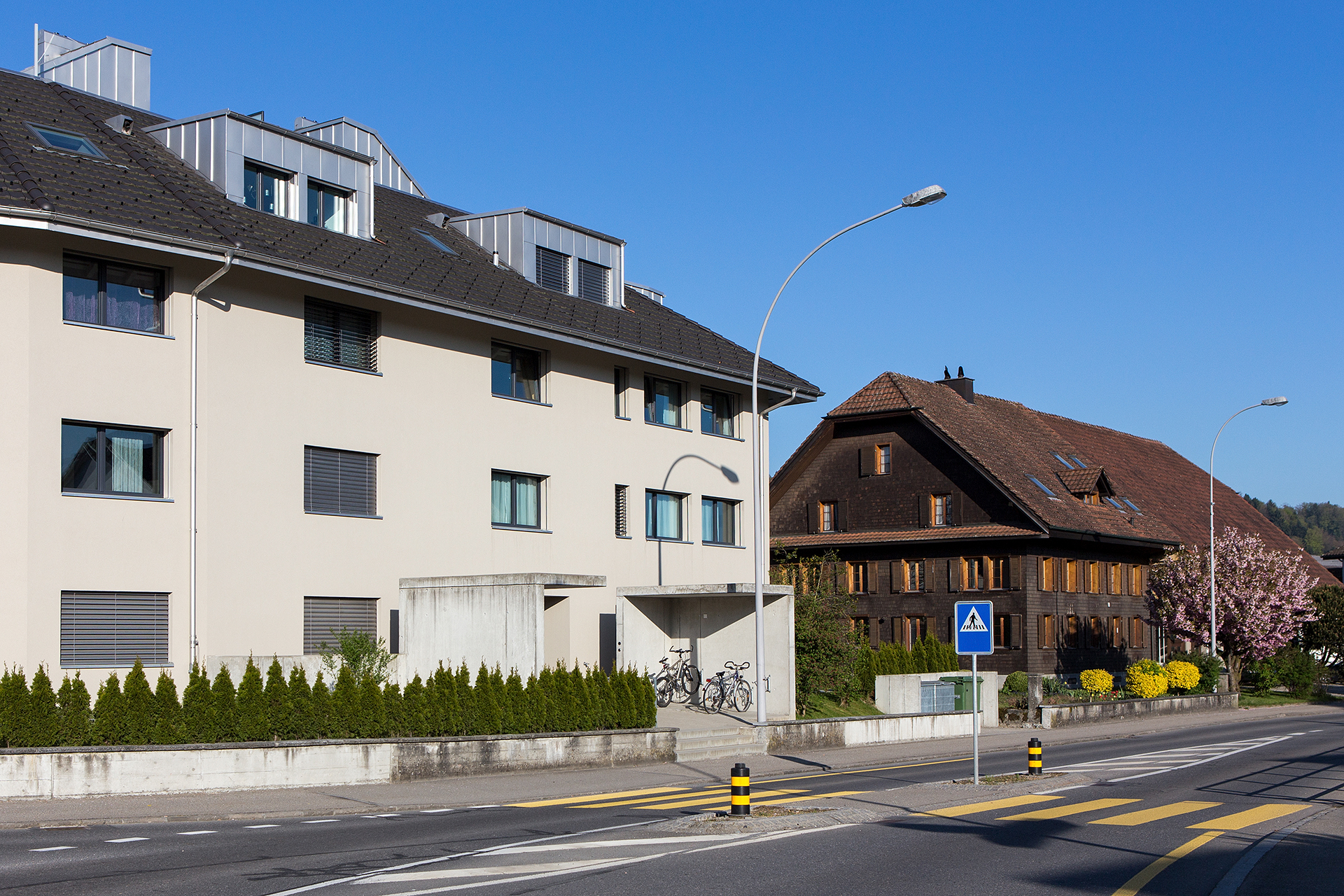
Dorfstrasse
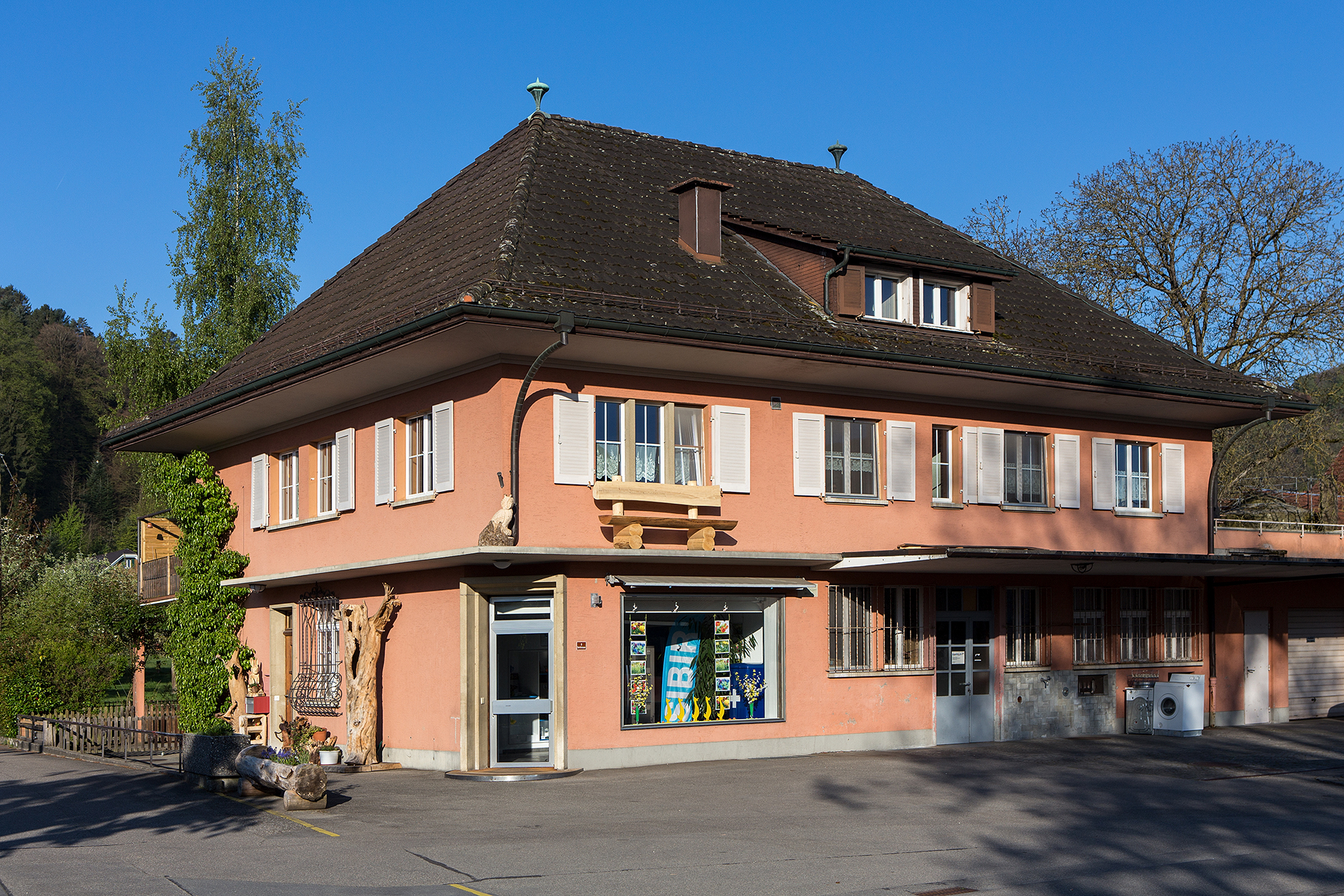
Ehemalige Käserei
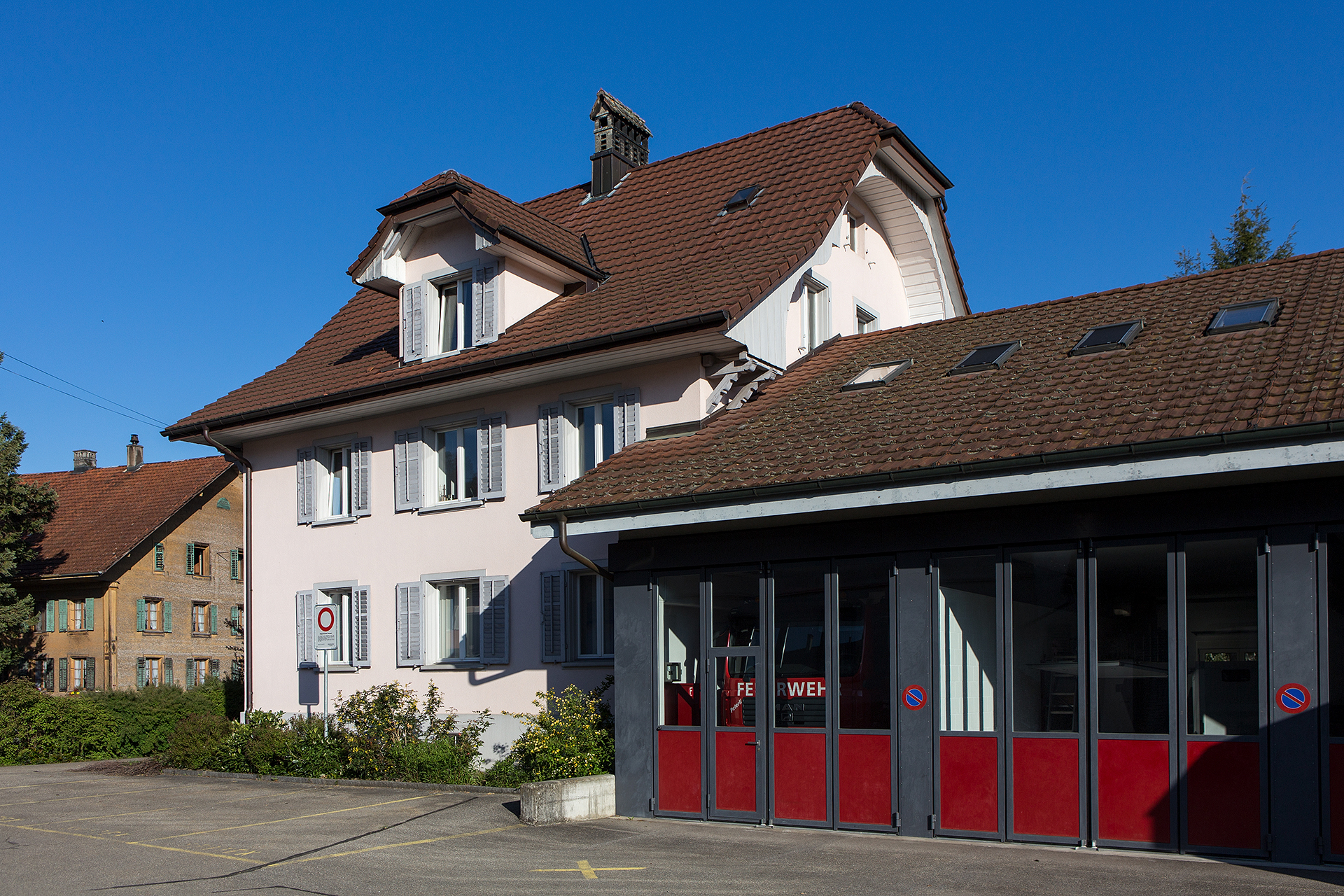
Feuerwehr
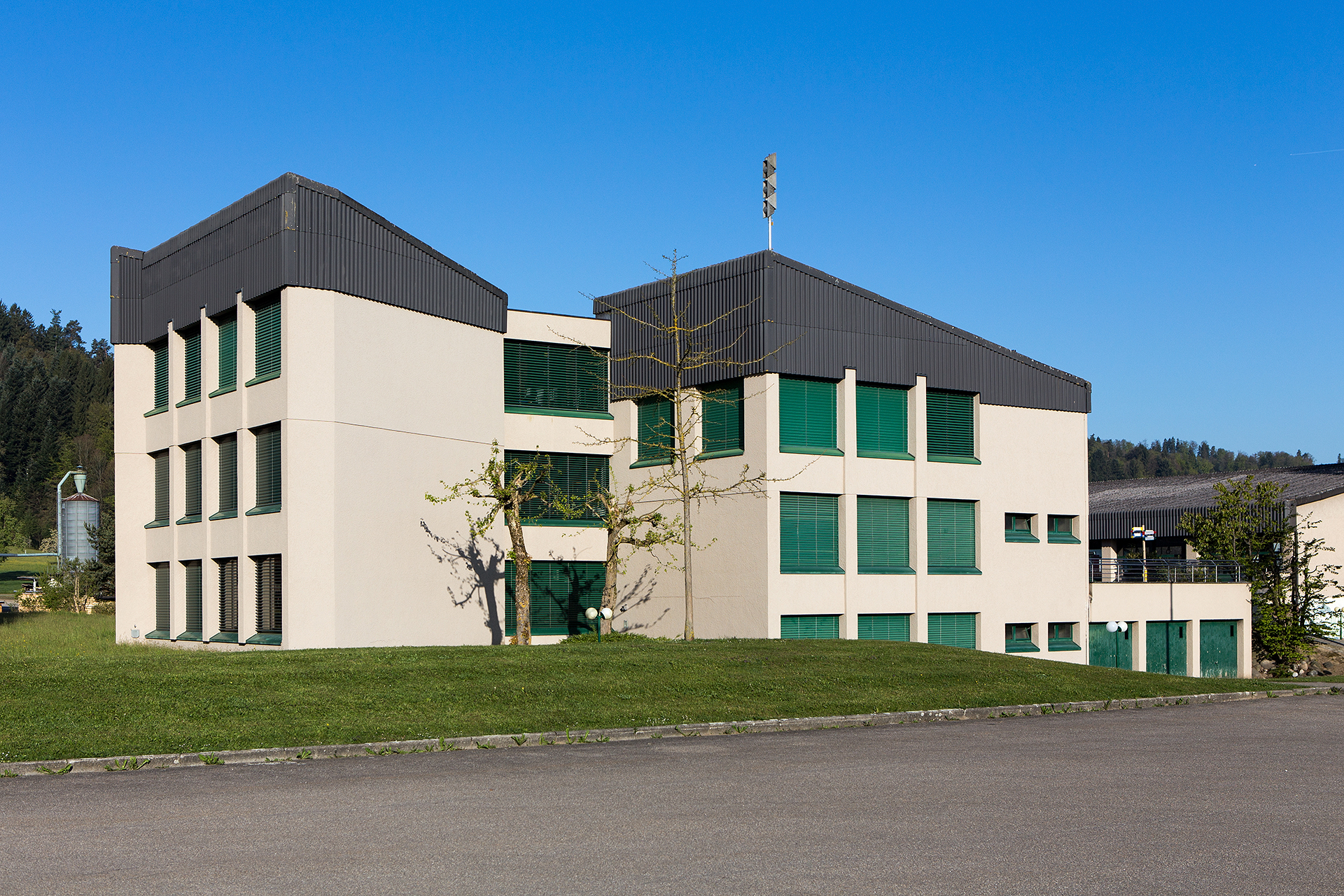
Schulhaus
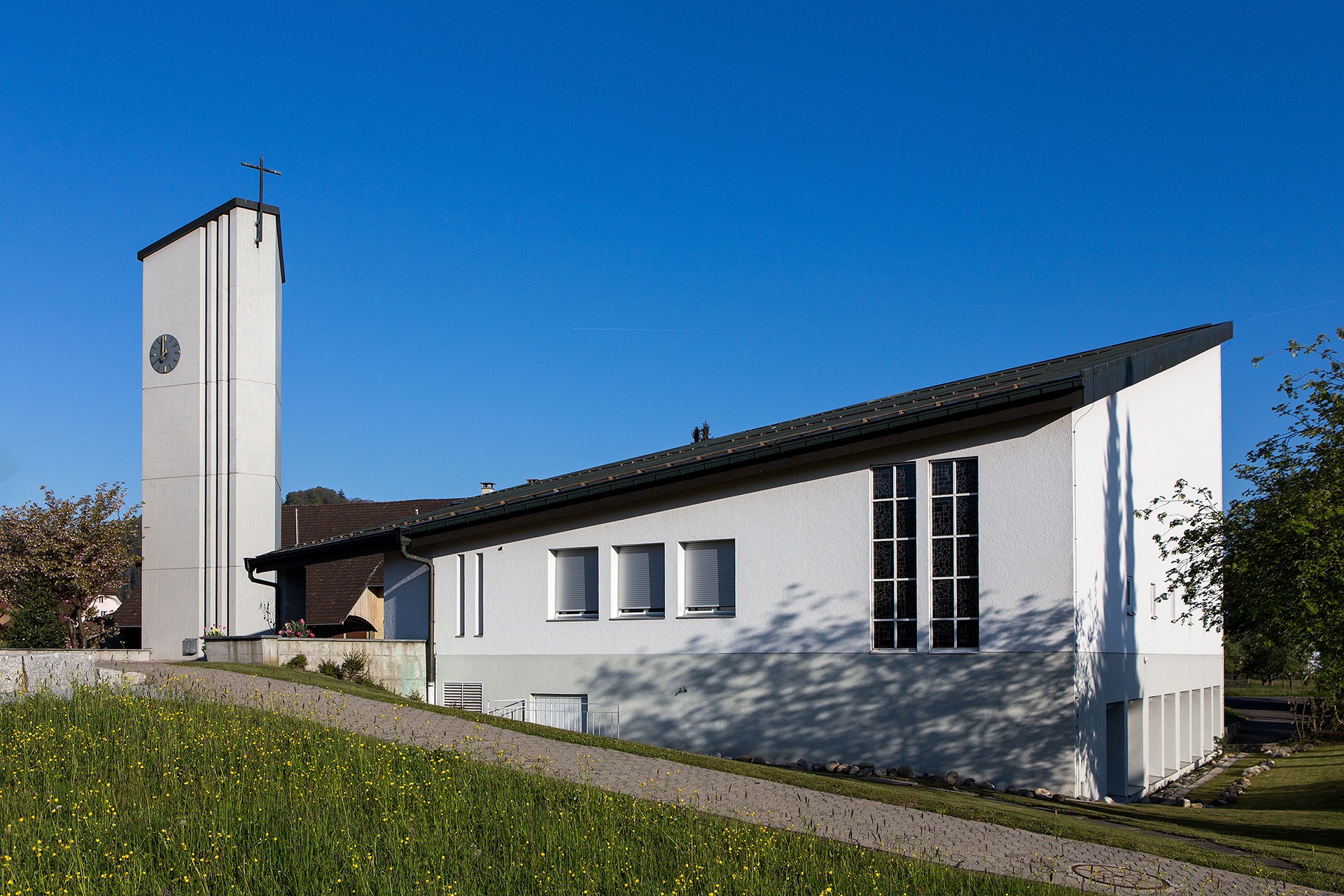
Katholische Marienkirche